# Pseudamia nigra
Pseudamia nigra és una espècie de peix pertanyent a la família dels apogònids.

## Descripció
- Pot arribar a fer 6 cm de llargària màxima.[6][7]

## Hàbitat
És un peix marí i d'aigua salabrosa, demersal i de clima tropical.

## Distribució geogràfica
Es troba al Pacífic occidental central: Austràlia.

## Observacions
És inofensiu per als humans.